# Kolonne Links
Die Kolonne Links war eine Agitprop-Truppe der 1920er/30er Jahre für die Internationale Arbeiterhilfe.
Die 1927/1928 von Helmut Damerius in Berlin gegründete Truppe bestand zunächst aus neun Mitgliedern, die keine ausgebildeten Schauspieler waren: Neben sieben Spielern ein Klavierspieler und ein Chauffeur.
Mitglieder der Truppe waren unter anderem Kurt Ahrendt (Arendt; 1908–1938), Hans Klering, Karl Oefelein (1909–1938), Bruno Schmidtsdorf (1908–1938), Dora Dittmann (Dorothea Dittmann-Wolff) sowie der Komponist Hans Hauska (1901–1965).
1931 wurde die Kolonne Links für die Werbung von 16000 Mitgliedern für die Internationale Arbeiterhilfe mit einer mehrwöchigen Tournee durch die Sowjetunion ausgezeichnet. Weitere Auftritte in Deutschland wurden danach im Zusammenhang mit der Verordnung des Reichspräsidenten zur Bekämpfung politischer Ausschreitungen abgesagt.
Eine Anzahl Mitglieder ging ins Exil nach Moskau, wo 1933 zusammen mit Mitgliedern der Truppe 31 ein „Deutsches Theater Kolonne Links“ Fuß fasste. Dort kamen unter anderem Dora Dittmanns Ehemann Albert Wolff, Sascha Durnow, Georg Gläser, Werner Grünberg, Rosa Mirelmann, Hanni Schmitz-Rodenberg (1910–1944), Willy Kühne, Erich Olschinski (oder Oschinski; † 1938), Max Mielke und die Kostümbildnerin Sylta Busse hinzu. Auch Friedrich Voß (1903–1938) war zeitweise Mitglied.
Ab 1935 wurde dann ein Teil der aus Nazideutschland exilierten Mitglieder der Kolonne Links durch das NKWD aufgrund zum Teil haarsträubender Vorwürfe inhaftiert und teilweise hingerichtet.

## Quelle
- Thomas Phleps: "Links wo das Herz ist" – Sozialistische Musiker auf der Flucht